# Kathrine Baumann
Kathrine Baumann est une actrice américaine née le 11 septembre 1948 à Independence, Ohio (États-Unis).

## Filmographie
- 1971 : Chrome and Hot Leather (en) : Susan
- 1971 : Evel Knievel (en) de Marvin J. Chomsky : Sorority Girl
- 1972 : La Chose à deux têtes (The Thing with Two Heads) : Patricia
- 1973 : The Great American Beauty Contest (TV) : Melinda Wilson
- 1973 : Letters from Three Lovers (en) (TV) : Girl at Pool
- 1974 : The Take de Robert Hartford-Davis : James' Girl
- 1974 : Refroidi à 99% (99 and 44/100% Dead), de John Frankenheimer : Baby
- 1975 : Slashed Dreams : Jenny
- 1975 : Death Among Friends (TV) : Carol
- 1975 : Keep on Truckin' (série TV)
- 1977 : Flight to Holocaust (TV) : Sheila Waters
- 1979 : Dallas Cowboys Cheerleaders (TV) : Ginny O'Neil
- 1980 : Shérif, fais-moi peur (série TV) : "Oncle Jesse et les pilleurs d'épaves" (Saison 2 - Episode 12) : Sally
- 1982 : Le Trésor d'Al Capone (Terror at Alcatraz) (TV) : Sally
- 1982 : Rooster (en) (TV) : Amy Hammond